# La Sauvagère
La Sauvagère és un municipi francès situat al departament de l'Orne i a la regió de Normandia. L'any 2007 tenia 940 habitants.

## Demografia

### Població
El 2007 la població de fet de La Sauvagère era de 940 persones. Hi havia 378 famílies de les quals 108 eren unipersonals (56 homes vivint sols i 52 dones vivint soles), 115 parelles sense fills, 131 parelles amb fills i 24 famílies monoparentals amb fills.
La població ha evolucionat segons el següent gràfic:
Habitants censats

### Habitatges
El 2007 hi havia 472 habitatges, 388 eren l'habitatge principal de la família, 58 eren segones residències i 26 estaven desocupats. 458 eren cases i 10 eren apartaments. Dels 388 habitatges principals, 247 estaven ocupats pels seus propietaris, 129 estaven llogats i ocupats pels llogaters i 12 estaven cedits a títol gratuït; 20 tenien una cambra, 27 en tenien dues, 66 en tenien tres, 133 en tenien quatre i 142 en tenien cinc o més. 295 habitatges disposaven pel capbaix d'una plaça de pàrquing. A 174 habitatges hi havia un automòbil i a 168 n'hi havia dos o més.

### Piràmide de població
La piràmide de població per edats i sexe el 2009 era:
| Homes | Edats   | Dones |
| ----- | ------- | ----- |
| 0     | 95 o +  | 0     |
| 0     | 90 a 94 | 4     |
| 4     | 85 a 89 | 8     |
| 12    | 80 a 84 | 8     |
| 16    | 75 a 79 | 36    |
| 8     | 70 a 74 | 16    |
| 28    | 65 a 69 | 12    |
| 8     | 60 a 64 | 12    |
| 4     | 55 a 59 | 8     |
| 52    | 50 a 54 | 32    |
| 20    | 45 a 49 | 28    |
| 16    | 40 a 44 | 16    |
| 48    | 35 a 39 | 48    |
| 32    | 30 a 34 | 40    |
| 28    | 25 a 29 | 32    |
| 12    | 20 a 24 | 8     |
| 28    | 15 a 19 | 48    |
| 32    | 10 a 14 | 28    |
| 40    | 5 a 9   | 32    |
| 28    | 0 a 4   | 12    |

## Economia
El 2007 la població en edat de treballar era de 596 persones, 432 eren actives i 164 eren inactives. De les 432 persones actives 395 estaven ocupades (212 homes i 183 dones) i 37 estaven aturades (13 homes i 24 dones). De les 164 persones inactives 83 estaven jubilades, 50 estaven estudiant i 31 estaven classificades com a «altres inactius».

### Ingressos
El 2009 a La Sauvagère hi havia 384 unitats fiscals que integraven 922,5 persones, la mediana anual d'ingressos fiscals per persona era de 16.016 €.

### Activitats econòmiques
Dels 29 establiments que hi havia el 2007, 1 era d'una empresa alimentària, 3 d'empreses de fabricació d'altres productes industrials, 7 d'empreses de construcció, 7 d'empreses de comerç i reparació d'automòbils, 2 d'empreses d'hostatgeria i restauració, 1 d'una empresa financera, 4 d'empreses de serveis, 3 d'entitats de l'administració pública i 1 d'una empresa classificada com a «altres activitats de serveis».
Dels 11 establiments de servei als particulars que hi havia el 2009, 1 era un taller de reparació d'automòbils i de material agrícola, 2 guixaires pintors, 4 fusteries, 1 empresa de construcció, 1 perruqueria, 1 agència de treball temporal i 1 restaurant.
Dels 2 establiments comercials que hi havia el 2009, 1 era una botiga de menys de 120 m² i 1 una fleca.
L'any 2000 a La Sauvagère hi havia 30 explotacions agrícoles que ocupaven un total de 1.280 hectàrees.

## Equipaments sanitaris i escolars
El 2009 hi havia una escola elemental integrada dins d'un grup escolar amb les comunes properes formant una escola dispersa.

## Poblacions més properes
El següent diagrama mostra les poblacions més properes.